# لاکپورت (ایندیانا)
لاکپورت (به انگلیسی: Lockport) یک منطقهٔ مسکونی در ایالات متحده آمریکا است که در شهرستان کرول، ایندیانا واقع شده‌است. لاکپورت ۱۷۸٫۹۲ متر بالاتر از سطح دریا واقع شده‌است.